# Phoenix Street Circuit
Der Phoenix Street Circuit war eine Motorsport-Rennstrecke in Phoenix, Arizona. Auf dem Stadtkurs wurde von 1989 bis 1991 der Große Preis der USA der Formel 1 ausgetragen.

## Geschichte

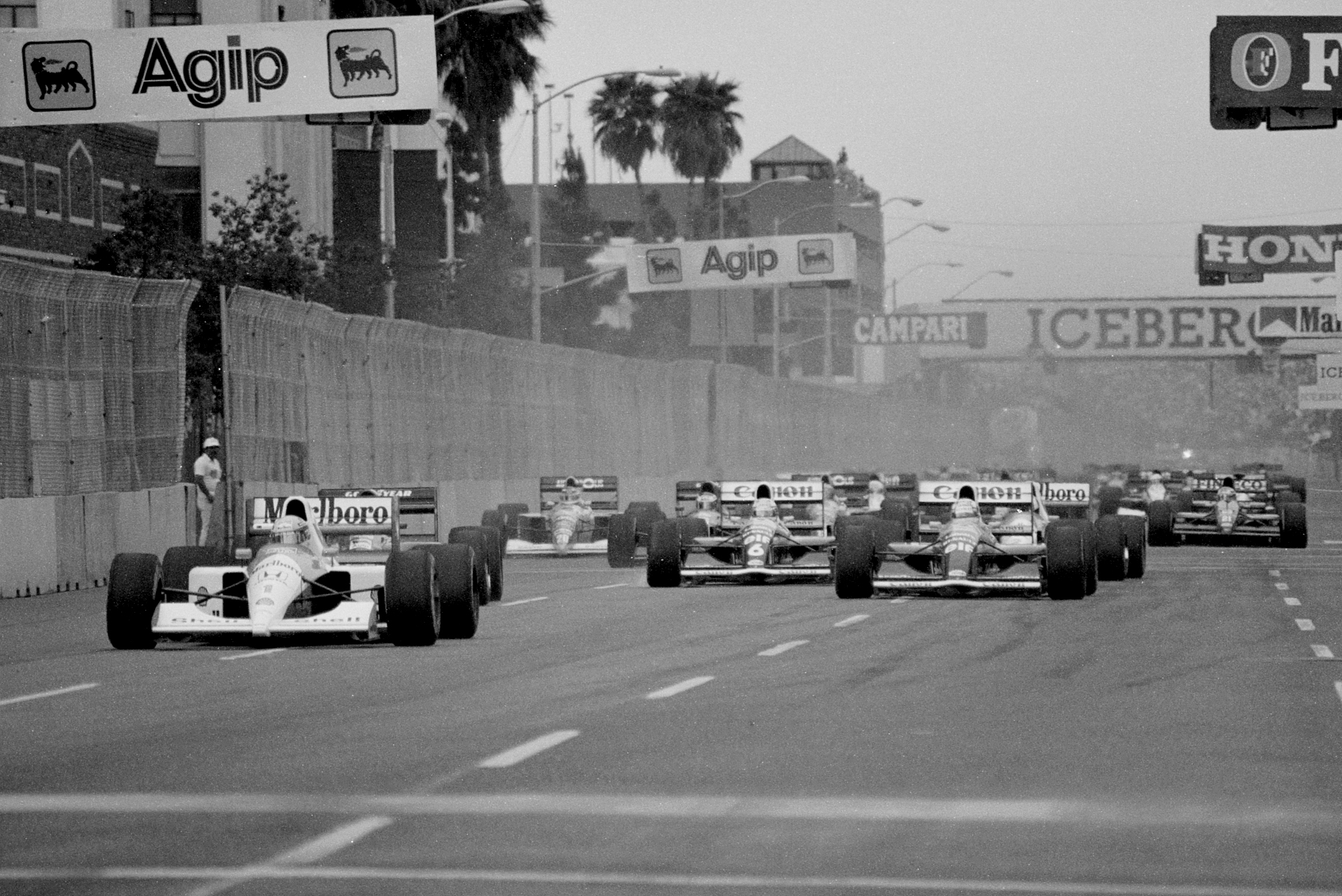
Start-Ziel-Gerade in Phoenix - Start zum GP der USA 1991

Der Kurs befand sich in der Innenstadt von Phoenix in der Nähe der Phoenix Civic Plaza und der America West Arena, bevor dort das Baseballstadion Bank One Ballpark errichtet wurde. Der Große Preis der USA fand dort dreimal statt.
1992 wurde der GP in Phoenix zugunsten eines GP von Südafrika trotz eines bestehenden 5-Jahres-Vertrages aus dem Kalender gestrichen. Dabei spielte laut einer Aussage von F1-Promoter Ecclestone weniger die eher bescheidenen Zuschauerzahlen in Phoenix eine entscheidende Rolle, sondern „die Unfähigkeit, mehr als 20.000 Sitze so aufzustellen, dass die Leute mehr als einen kleinen Teil des Rennens sehen können“.

## Veranstaltungen
Erstmals fand der Grand Prix der USA in Phoenix am 4. Juni 1989 statt. Ayrton Senna startete von der Pole-Position, fiel aber kurz nach der Rennhalbzeit wegen elektronischer Probleme aus. Wegen der sengenden Wüstenhitze im Juni  kamen von den 26 gestarteten Fahrern nur 6 ins Ziel. Sennas Teamkollege Alain Prost gewann das Rennen vor Riccardo Patrese und dem aus Phoenix stammenden Eddie Cheever. Den im Rahmenprogramm ausgetragenen Lauf der Atlantic West Series gewann Mark Dismore auf einem Swift DB4.
Um die sehr hohen Temperaturen zu umgehen, wurde das Rennen als Saisonstart im folgenden Jahr auf den 11. März 1990 verlegt. Senna sicherte sich diesmal den Rennsieg. Jean Alesi wurde Zweiter vor Thierry Boutsen. Den im Rahmenprogramm ausgetragenen Lauf der Trans-Am Serie gewann Robert Lappalainen auf einem Ford Mustang.  
Letztmals fand am 10. März 1991 ein Grand Prix in Phoenix statt. Wiederum gewann Senna das Rennen vor Prost und Patrese. Und wieder war die Standfestigkeit der Fahrzeuge entscheidend, da nur neun Fahrer das Ziel sahen.

## Statistik

### Alle Sieger von Formel-1-Rennen in Phoenix
| Nr. | Jahr | Fahrer       | Konstrukteur | Motor | Reifen | Zeit          | Streckenlänge | Runden | Ø-Tempo      | Datum    | GP der |
| --- | ---- | ------------ | ------------ | ----- | ------ | ------------- | ------------- | ------ | ------------ | -------- | ------ |
| 1   | 1989 | Alain Prost  | McLaren      | Honda | G      | 2:01:23,133 h | 3,800 km      | 75     | 140,873 km/h | 4. Juni  | USA    |
| 2   | 1990 | Ayrton Senna | McLaren      | Honda | G      | 1:52:32,829 h | 3,800 km      | 72     | 145,858 km/h | 11. März | USA    |
| 3   | 1991 | Ayrton Senna | McLaren      | Honda | G      | 2:00:47,828 h | 3,721 km      | 81     | 149,706 km/h | 10. März | USA    |